# یاروسلاف اشکاروان
یاروسلاف اشکاروان (چکی: Jaroslav Škarvan؛ زادهٔ ۳ آوریل ۱۹۴۴) بازیکن هندبال اهل چکسلواکی بود.